# Lophorrhachia ustipennis
Lophorrhachia ustipennis là một loài bướm đêm trong họ Geometridae.